# Борчин
Борчин (пол. Borczyn) — село в Польщі, у гміні Кіє Піньчовського повіту Свентокшиського воєводства.
Населення — 101 особа (2011).
У 1975-1998 роках село належало до Келецького воєводства.

## Демографія
Демографічна структура на день 31 березня 2011 року:
|          | Загалом | Допрацездатний вік | Працездатний вік | Постпрацездатний вік |
| -------- | ------- | ------------------ | ---------------- | -------------------- |
| Чоловіки | 51      | 8                  | 37               | 6                    |
| Жінки    | 50      | 10                 | 22               | 18                   |
| Разом    | 101     | 18                 | 59               | 24                   |